# Ивановское сельское поселение (Краснодарский край)
Ивановское сельское поселение — муниципальное образование в Красноармейском районе Краснодарского края России. 
В рамках административно-территориального устройства Краснодарского края ему соответствует Ивановский сельский округ.
Административный центр и единственный населённый пункт — станица Ивановская.

## Население
| 2010  | 2012  | 2013  | 2014  | 2015  | 2016  | 2017  |
| ----- | ----- | ----- | ----- | ----- | ----- | ----- |
| 9473  | ↗9594 | ↗9665 | ↗9678 | ↘9591 | ↗9682 | ↘9671 |
| 2018  | 2019  | 2020  | 2021  | 2023  |       |       |
| ↗9703 | ↗9707 | ↘9643 | ↗9669 | ↗9729 |       |       |